# 格拉代茨
格拉代茨是克羅埃西亞首都萨格勒布的一個地區。這一地區在中世紀時期和卡普托爾並為扎格瑞布的市中心地區。扎格瑞布在1242年成為一座皇家自治城市，格拉代茨的歷史也自此開始。現在格拉代茨有人口3,432人。格拉代茨有聖馬可廣場等著名景點。

## 外部連結
- http://www.guide.ndo.co.uk/html/oldzagreb.html （页面存档备份，存于）
- https://web.archive.org/web/20111112164609/http://www.zagreb-city.info/zagreb-photos/43-zagreb-gradec-upper-town/55-gradecgornji-grad-upper-town-zagreb-

45°49′00″N 15°58′26″E / 45.81667°N 15.97389°E